# 大東文化芸術中心

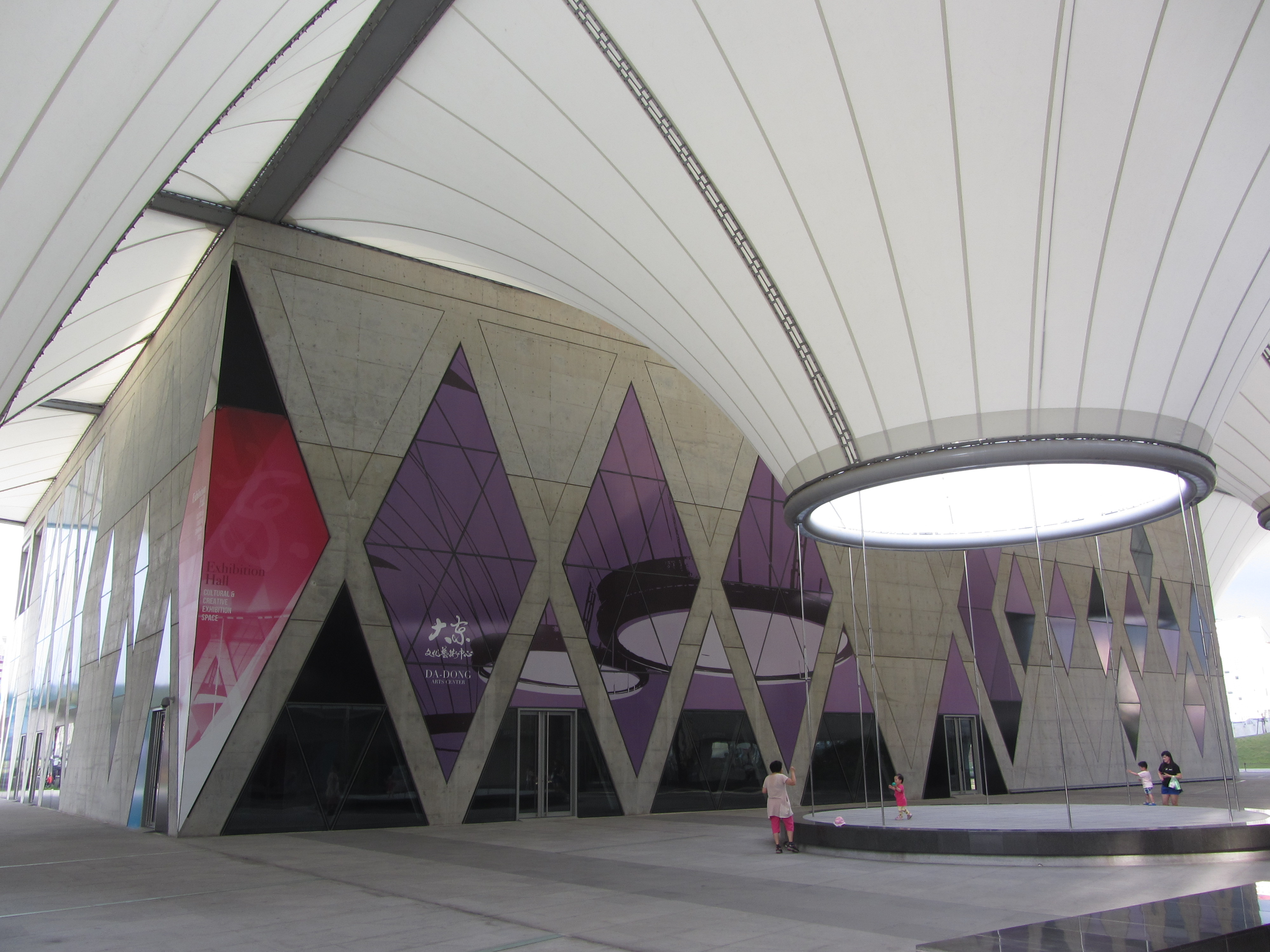
エキシビジョン・ホール

大東文化芸術中心（だいとうぶんかげいじゅつちゅうしん）は台湾高雄市鳳山区にある劇場と図書館。市立大東国民小学の敷地にあり、800席のコンサートホール、半野外劇場、展覧館（エキシビジョン・ホール）、図書館で構成される。
光遠路対面の大東公園とともに大東文化芸術園区を形成している。

## 地歴
鳳山渓右岸、大東公園（旧称：中山公園）に位置する。
元は1938年にこの地に移転してきた大東公学校の校舎を前身とする市立大東国民小学の校舎があった。
高雄県と旧高雄市との合併により新生高雄市発足とともに、中正公園の大東公園へのリニューアル、老朽化した鳳山国父紀念館に代わる文化施設が大東国小旧校舎跡地に建設されることになった。
禅定をテーマにした張瑪龍とオランダの建築事務所デ・アーキテクテン・シー（de Architekten Cie.）の案がコンペで選定され、高雄ではメカノーが手がけた衛武営国家芸術文化中心や高雄駅新駅舎とともに台湾とオランダの合作となった。
施工は興亞営造工程公司で、総工費は約15億ニュー台湾ドル。
2008年12月5日に起工(p462)、演芸庁（コンサートホール）が2011年10月に先行落成、消防検査などで遅れたものの2012年3月23日に、紙風車劇団によるこけら落とし公演が行われた。4月22日芸術図書館が、5月23日にエキシビジョンセンターが開業し、全館開業となった。
一青妙の原作を舞台化した台湾公演も当地で行われている。

## 建築
| 光遠路（捷運大東駅） | 光遠路（捷運大東駅） | 鳳山渓 |
| 演芸庁               | 視覚展覧館           | 鳳山渓 |
| 行政棟               | 図書館棟             | 鳳山渓 |
| 大東国小             |                      | 鳳山渓 |

高雄の気候を考慮し、棟との繋ぎ目と外周部分には半透明の天幕が張られ、所々にある漏斗状の穴と組み合わせて直接的、間接的に自然光を取り入れて熱気球のような空間を演出している(p42)。天幕の穴の下には溜め池があり、天幕に降った雨水はここに注がれる。地表の熱気による膨張熱で天幕が上昇し、気流を発生させる。
建屋の構造設計はアラップのアムステルダム事業所。X字型の打放しコンクリート柱と合間に埋め込まれた菱形のLow-Eガラスが外壁のアクセントになっている。設計者の張瑪龍は学校建築を多く手がけており、「学校建築も都市設計の一つであり、（周囲との景観のバランスを欠くような）失敗は許されない」としている。国民小学校舎跡地に建つこの劇場にも張の思考が反映された。劇場内壁は木目調の独立したシェルで覆われている。

## 大東芸術図書館

### 沿革
日本統治時代の1924年11月25日に鳳山郡立図書館が設置された(p460)。戦後は1956年に鳳山鎮書報閲覧室を設置、1983年には40周年記念として県立図書館を県立文化中心に改称(p461)。1990年6月高雄県鳳山市立図書館（第一館）が落成。1994年4月1日には五甲地区に第二図書館も落成した(p461)。
当館は行政法人高雄市立図書館傘下の、台湾では初となるアートに特化した図書館で、蔵書分野は文化藝術、音楽、彫刻、絵画、建築、舞踏、戯劇、映画、工芸、撮影、書道、漫画
(p42)。面積は1,118坪。内装は米国ボストン公共図書館を参考にした木目調。2013年から4年連続で行政院教育部の補助事業「書香卓越典範館」の対象に選定されている(p46)。
1階は児童向けの作品を、2階は建築関連図書の蔵書およびマルチメディアで、3階はその他の図書が収蔵されている(pp44-45)。

## 受賞
- 建築師雑誌による2012台湾建築奨（中国語版）で佳作[14]。
- 世界不動産連盟（FIABCI）
  - 2009国家建設卓越奨：最良計画設計部門の卓越奨[15](p12)
  - 2012国家建設卓越奨：最良施工品質部門の卓越奨[15](p28)
- 中華建築金石奨（中国語版）[16]
- 高雄市建築経営協会による2012建築園冶奨（中国語版）で優質公共景観奨[17]

また、2015年に高雄市政府が緑建築（緑の建築）に認定した。

## 立地

### 交通
高雄捷運
- 橘線大東駅

バス（高雄市公車、公路客運）
- 鳳山転運站（中国語版）

### 周辺
- 高雄市立大東国民小学
- 大東湿地公園
- 鳳山区公所
- 鳳山県新城#小東門（中国語版）（東便門）

## 舞台となった作品
- 蔡依林の楽曲「大藝術家」（2012年。アルバムMuse収録）のMV[19]